# ديثيازول
ديثيازول هو مركب عضوي حلقي غير متجانس وغير مشبع له الصيغة الكيميائية C2H3NS2.
يتألف المركب بنيوياً من حلقة خماسية حاوية على ثلاث ذرات غير متجانسة متجاورة، ذرتي كبريت وذرة نتروجين؛ بالإضافة إلى وجود رابطة مضاعفة واحدة. يعد المركب 4,1-ديثيا-2-آزول أشهر هذه المركبات.

## التحضير
يمكن تحضير مركب ديثيازول من تفاعل كبريتيد النتريل، الناتج عن التحلل الحراري لمركب أكساثيازولون Oxathiazolone، مع عدد من الأنواع الكيميائية النشيطة.
يمكن التحضير مثلاً عن طريق ثيوكيتونات من خلال تفاعل إضافة حلقية 3،1-ثنائية القطبية. يمكن برتنة هذه المركبات من الأحماض القوية للحصول على كاتيونات عطرية لها استخدامات عملية في الاصطناع العضوي.

## اقرأ أيضاً
- ثياديازول